# 청주중학교
청주중학교(淸州中學校)는 대한민국 충청북도 청주시 상당구 영동에 있는 공립 중학교이다.

## 학교 연혁
- 1924년 4월 19일 : 청주고등보통학교 설립 인가(조선총독부 칙령(勅令) 제91호)
- 1924년 5월 5일 : 청주고등보통학교로 개교(5년제)
- 1928년 4월 1일 : 청주공립고등보통학교로 교명 변경
- 1929년 3월 6일 : 제1회 졸업식
- 1938년 4월 1일 : 청주공립중학교로 교명 변경(4년제)
- 1939년 4월 1일 : 청주제일 공립중학교로 교명 변경(6년제)
- 1943년 4월 1일 : 4년제 중학교로 학제 개편
- 1946년 5월 17일 : 청주공립중학교로 교명 변경(6년제)
- 1950년 6월 22일 : 청주중학교로 교명 변경(중/고 분리, 3년제)
- 1960년 9월 13일 : 청주고등학교 신축 교사로 이교
- 1998년 7월 22일 : 본관 증/개축(3회 증축)
- 2003년 2월 28일 : 별관 3층 6실 준공
- 2007년 7월 20일 : 청중사관 개관
- 2015년 5월 26일 : 청중관(다목적교실) 준공
- 2023년 3월 1일 : 제41대 이병래 교장 부임
- 2024년 2월 7일 : 제98회 졸업 198명(졸업생 총 35,687명)
- 2024년 3월 4일 : 신입생 169명 입학

## 참고 자료
- 청주중학교 - 한국교육학술정보원 학교알리미